# Sd.Kfz. 7
Sd.Kfz. 7 — немецкий полугусеничный тягач. Как и все полугусеничные тягачи, выпускавшиеся в годы войны в Германии, тягач SdKfz 7 имел передний управляемый автомобильный мост и гусеничный движитель. С каждого борта движителя оборудовалось по шесть сдвоенных обрезиненных опорных катков. Ширина гусеницы составляла 360 мм.
Имел следующие заводские обозначения:
- Krauss-Maffei KM l 4 (1934) - прототип[1]
- Krauss-Maffei KM m8 (1934-1935)[1]
- BN m8 (1934-1935)[2]
- Krauss-Maffei KM m9 (1936)[1]
- Krauss-Maffei KM m10 (1936-1937)[1]
- Hansa-Lloyd HL m 10 (1936-1937)
- Krauss-Maffei KM m11 (1937-1944)[1]
- Borgward HL m 11 (1938-1943)[3]

## История
В 1933 году в Германии была принята программа создания стандартизированных полугусеничных автомобилей-тягачей, в соответствие с которой роль головного разработчика и изготовителя машин Sd.kfz.7 среднего класса для буксировки артиллерийских орудий массой до 8 т и установки вооружения отводилась фирме Krauss-Maffei. В 1934 году совместно с Büssing-NAG был изготовлен первый образец KM L4 с коротким гусеничным движителем.  том же году Krauss-Maffei начал выпуск транспортёра собственной разработки KMm8 с бензиновым 6-цилиндровым двигателем Maybach HL52 мощностью 115 л. с. Также к выпуску данных машин приступили Büssing-NAG и Daimler-Benz, которые выпускали их под индексами BNm8 и DBm8 соответственно. В 1936 году был начат выпуск переходной модели KMm9 со 130-сильным двигателем, а затем началось производство модели KMm10 с мотором мощностью 140 л. с., которая собиралась также фирмой Hansa-Lloyd под индексом HLm10.
Все модификации имели одинаковую конструкцию с лонжеронной рамой, 4-ступенчатой коробкой передач, бортовыми тормозными барабанами и движители с траками шириной 360 мм и пятью расположенными в шахматном порядке дисковыми опорными катками, смонтированными на рычажно-торсионной подвеске. Для осуществления поворота использовалась механическая система подтормаживания одной из гусениц. Тягач KMm11 отличался от базовой модели удлинённым движителем с шестью катками и усилителем тормозного привода.
Всего машин данного класса было произведено более 12 тыс. экземпляров. Из них 5814 машин, в том числе 5026 KMm11, выпустил Krauss-Maffei. Кроме Германии, автомобиль KMm11 (в количестве 200 экземпляров) выпускался с конца 1942 до сентября 1943 года в Италии под маркой Breda 61. От прототипа „итальянцы“ отличались собственным 6-цилиндровым бензиновым мотором мощностью 130—140 л. с. рабочим объёмом 7,4 л., 5-ступенчатой коробкой передач, правосторонним рулевым управлением, формой траков и опорных катков.

## Технические характеристики
- Масса  9700 кг
- Экипаж  12 человек
- Длина  6850 мм
- Ширина  2350 мм
- Высота  2600 мм
- Ширина гусениц  360 мм
- Двигатель  Maybach HL 62
- Мощность двигателя  140 л.с.
- Коробка передач 5-скоростная
- Диапазон скоростей от 3,5 до 50 км/ч
- Скорость по шоссе до 50 км/ч
- Запас хода по шоссе  250 км
- Запас топлива 215 л

## Feuerleitpanzer
Машина управления запуском ракет V2, она же Aggregat 4 (A4). Одна машина должна была обеспечивать запуск двух ракет. 
Прототип был построен на шасси Büssing-NAG BN 10 H. На шасси была установлена бронированная рубка, сваренная из 10-15 мм бронелистов.
Серийные машины строились на шасси KM m 11 (8t Zugkraftwagen). Всего в 1944 году было построено 49 экземпляров (10 в марте, 10 в апреле, 4 в мае, 10 в июне, 12 в октябре и последние 3 в ноябре).
Использовались в Artillerie-Abteilung (mot) 485, 3.Batterie/Artillerie-Abteilung (mot) 836 и SS-Werfer-Batterie 500. Боевое применение состоялось 8 сентября 1944 года, когда Artillerie-Abteilung (mot) 485 произвел пуск ракет, нацеленных на Лондон.

## Sd.Kfz. 7/1, 7/2 (ЗСУ)
|            | 1  | 2  | 3  | 4 | 5  | 6  | 7  | 8  | 9  | 10 | 11 | 12 | Всего |
| ---------- | -- | -- | -- | - | -- | -- | -- | -- | -- | -- | -- | -- | ----- |
| 1940- 1941 |    |    |    |   |    |    |    |    |    |    |    |    | 120*  |
| 1940- 1941 |    |    |    |   |    |    |    |    |    |    |    |    | 120*  |
| 1942       |    |    | 26 |   |    |    | ?  | ?  | ?  | ?  | ?  | ?  | 26+   |
| 1943       | 26 | 25 | 10 |   |    |    |    | 15 | 20 | 7  | 28 |    | 131   |
| 1944       | 1  | 45 | 35 |   | 70 | 40 | 37 | 41 | 49 | 33 |    | 10 | 361   |
| 1945       |    |    | ?  |   |    |    |    |    |    |    |    |    | ?     |

*Заказ Люфтваффе.
|      | 1  | 2  | 3  | 4  | 5  | 6  | 7  | 8  | 9  | 10 | 11 | 12 | Всего |
| ---- | -- | -- | -- | -- | -- | -- | -- | -- | -- | -- | -- | -- | ----- |
| 1942 |    |    | 4  |    |    |    | ?  | ?  | ?  | ?  | ?  | ?  | 4+    |
| 1943 | 41 | 20 | 50 | 44 | 1  |    |    | 43 | 37 | 28 | 20 | 64 | 348   |
| 1944 | 25 | 35 | 55 | 79 | 21 | 61 | 79 | 69 | 44 | 3  | 13 | 79 | 563   |
| 1945 | 18 |    | ?  |    |    |    |    |    |    |    |    |    | 18+   |

|      | 7  | 8  | 9  | 10 | 11 | 12 | Всего |
| 1942 | 30 | 40 | 30 | 50 | 41 | 40 | 231*  |

*Разбивка на модификации отсутствует. Всего во второй половине 1942 года собрали 231 ЗСУ.
Итого с 1940 по 1945 годы выпустили более 1800 машин обеих модификаций.
1. 1 2 3 4 5  Oldtimer gallery. Trucks. Krauss-Maffei. autogallery.org.ru. Дата обращения: 7 мая 2024. Архивировано 7 мая 2024 года.
2. ↑  Oldtimer gallery. Trucks. Buessing-NAG (only pre-1945). autogallery.org.ru. Дата обращения: 7 мая 2024. Архивировано 7 мая 2024 года.
3. ↑  Oldtimer gallery. Trucks. Borgward. autogallery.org.ru. Дата обращения: 7 мая 2024.
4. 1 2 3  Кочнев Е. Д. Энциклопедия военных автомобилей 1769-2006 гг. Издание 2-е, дополненное и переработанное. — М.: ООО «Книжное издательство „За рулём“», 2008. — ISBN 978-5-9698-0152-3.